# محمد بن بركات
محمد بن بركات بن حسن بن عجلان ولد في عام 1437م وتوفي في اليوم التاسع من سبتمبر 1497م . كان شريف مكة من 1455م إلى 1497م تابعاً لسلطان مصر، امتدت سلطته على كامل الحجاز.
توفي الشريف محمد في 11 محرم عام 903 هـ الموافق اليوم التاسع من سبتمبر 1497م في وادي مر الظهران (في الوقت الحاضر وادي فاطمة). ودفن في مقبرة المعلاة في مكة المكرمة، وتم بناء ضريح على قبره.

## أبنائه
كان لديه ستة عشر ابنا، بالإضافة إلى بنات. ومن بين أبنائه:
- حميضة، شريف مكة
- جازان، شريف مكة
- هزاع، شريف مكة
- بركات الثاني، شريف مكة
- قايتباي، شريف مكة
- علي
- راجح
- رميثة
- ياسين
- بن ياسين
- ال حامد
- بن عاطف